# Nassau William Senior
Nassau William Senior (født 26. september 1790, død 4. juni 1864) var en engelsk socialøkonom.
Senior var 1826—31 og atter 1847—52 professor i Oxford, medens han i mellemtiden og senere indtog forskellige højere administrative stillinger og var medlem af kommissioner, blandt andet til undersøgelse af industri- og navnlig fattigforhold, har sammen med Chadwick hovedfortjenesten af det engelske fattigvæsens omordning.
Senior er navnlig kendt som ophavsmand til den af Lassalle så forhånede lære om kapitalrenten som løn for kapitalejerens "afsavn" i den tid, kapitalen henstår ukonsumeret i produktionens tjeneste, — den såkaldte "afsavnsteori"; Senior opfattede økonomien som en abstrakt og teoretisk videnskab med strengt deduktiv metode.
Af Seniors værker kan nævnes: An introductory lecture on political economy (1827, fransk, italiensk og hollandsk oversættelse), An outline of the science of political economy (1835, 6. udgave 1872), Four introductory lectures on political economy (1852). I Two lectures on population (1829) imødegår han Malthus lære om overbefolkningen.